# Sutton (Name)
Sutton ist ein englischer Vor- und Familienname.

## Namensträger

### Vorname
- Sutton Foster (* 1975), US-amerikanische Schauspielerin, Sängerin und Tänzerin

### Familienname
- Andy Sutton (* 1975), kanadischer Eishockeyspieler
- Antony C. Sutton (1925–2002), britischstämmiger Ökonom, Historiker und Schriftsteller
- Barbara Sutton (* um 1953), englische Badmintonspielerin
- Barbara Sutton Curtis (1930–2019),  US-amerikanische Jazzpianistin
- Betty Sutton (* 1963), US-amerikanische Politikerin
- Brett Sutton (* 1959), australischer Triathlon-Trainer
- Brian Sutton-Smith (1924–2015), neuseeländisch-amerikanischer Psychologe und Spieltheoretiker
- Carol Sutton (Journalistin) (1933–1985), US-amerikanische Journalistin
- Carol Sutton (Schauspielerin) (1933–2020), US-amerikanische Schauspielerin
- Charles Sutton (1756–1846), britischer Botaniker
- Charles Manners-Sutton, 1. Viscount Canterbury (1780–1845), britischer Politiker
- Charlie Sutton (1924–2012), australischer Footballspieler
- Chris Sutton (* 1973), englischer Fußballspieler
- Christopher Sutton (* 1984), australischer Radrennfahrer
- Courtland Sutton (* 1995), US-amerikanischer American-Football-Spieler
- Dallas A. Sutton (1911–2006), US-amerikanischer Zoologe
- Dana Ferrin Sutton (* 1942), US-amerikanischer Altphilologe
- Dolores Sutton (1927–2009), US-amerikanische Schauspielerin und Autorin
- Dominique Sutton (* 1970), australische Bildhauerin
- Dudley Sutton (1933–2018), britischer Schauspieler
- Eddie Sutton (1936–2020), US-amerikanischer Basketballtrainer
- Eddy Sutton (* um 1952), englischer Badmintonspieler
- Edith Sutton (1862–1957), englisch-britische Politikerin und Frauenwahlrechtsaktivistin
- Elisabeth Sutton († 2006), ungarisch-amerikanische Schauspielerin und Schriftstellerin
- Flora Dobler Sutton (1890–1976), US-amerikanische Mathematikerin und Hochschullehrerin
- Francis Arthur Sutton (1884–1944), kanadischer Ingenieur und Erfinder
- Gary Sutton (* 1955), australischer Radfahrer und Trainer
- George H. Sutton (1870–1938), US-amerikanischer Billardspieler (Karambolage)
- Grady Sutton (1906–1995), US-amerikanischer Schauspieler
- Graham Sutton (1903–1977), britischer Meteorologe
- Greg Sutton (Musiker), Musiker und Schauspieler
- Greg Sutton (Basketballspieler) (* 1967), US-amerikanischer Basketballspieler
- Greg Sutton (Fußballspieler) (* 1977), kanadischer Fußballtorhüter
- Hal Sutton (* 1958), US-amerikanischer Golfspieler
- Henry Sutton (Mediziner) (Henry Gawen Sutton; 1836/1837–1891), britischer Arzt
- Henry Sutton (Segler) (Henry Cecil Sutton; 1868–1936), britischer Segler
- Imogen Sutton, kanadisch-britische Filmproduzentin und Regisseurin
- James Patrick Sutton (1915–2005), US-amerikanischer Politiker
- Jane Sutton (* 1956), englische Badmintonspielerin
- Jean Sutton (1915–2003), US-amerikanische Science-Fiction-Autorin
- Jeff Sutton (1913–1979), US-amerikanischer Science-Fiction-Autor
- Joachim Sutton (* 1995), dänischer Ruderer
- Jodie Sutton (* 1968), kanadische Curlerin
- Johanne Sutton (1966–2001), französische Hörfunkjournalistin und Reporterin
- John Sutton, 3. Baronet (1820–1873), englischer Adliger und Kunstmäzen
- John Sutton (Schauspieler) (1908–1963), britischer Schauspieler
- John Sutton (Geologe) (1919–1992), britischer Geologe
- John Sutton (Offizier) (1932–2014), britischer Offizier der Royal Air Force
- John Sutton (Ökonom) (* 1948), irischer Wirtschaftswissenschaftler
- John Sutton (Fußballspieler) (* 1983), englischer Fußballspieler
- John Sutton (Rugbyspieler) (* 1984), australischer Rugby-League-Spieler
- John Sutton (Snookerspieler), irischer Snookerspieler
- John Sutton (Beachvolleyballspieler) (* 1982), US-amerikanischer Beachvolleyballspieler
- John Sutton, 1. Baron Dudley (1400–1487), englischer Soldat und Politiker
- John Manners-Sutton, 3. Viscount Canterbury (1814–1877), britischer Adliger, Politiker und Kolonialadministrator
- Keith Sutton (1934–2017), britischer Bischof der Church of England
- Ken Sutton (* 1969), kanadischer Eishockeyspieler
- Krista Sutton (* 1970), kanadische Schauspielerin
- Lenard Sutton (1925–2006), US-amerikanischer Rennfahrer
- Lori Sutton (* 1960), US-amerikanische Schauspielerin und Playmate
- Louise Nixon Sutton (1925–2006), US-amerikanische Mathematikerin und Hochschullehrerin
- Marian Sutton (* 1963), englische Langstreckenläuferin
- Mark Sutton (1971–2013), britischer Stuntman
- Marvin Sutton (1946–2009), US-amerikanischer Schwarzbrenner
- May Sutton (1886–1975), US-amerikanische Tennisspielerin
- Oliver Sutton († 1299), englischer Bischof
- Ozell Sutton (1925–2015), US-amerikanischer Bürgerrechtler
- Padraigh Sutton (* 1977), irischer Fußballschiedsrichter
- Percy Sutton (1920–2009), US-amerikanischer Bürgerrechtler
- Peter Sutton (1943–2008), britischer Tontechniker
- Peter Alfred Sutton OMI (1934–2015), kanadischer Ordensgeistlicher, Erzbischof von Keewatin-Le Pas
- Philip Sutton (* 1960), walisischer Badmintonspieler
- Rachel Sutton  (* 1998), britische Jazzsängerin und Schauspielerin
- Ralph Sutton (1922–2001), US-amerikanischer Jazz-Pianist
- Richard S. Sutton, US-amerikanischer Informatiker
- Robert Sutton (Märtyrer) (1543/45–1587), englischer Priester, Märtyrer und Seliger
- Robert Sutton (Diplomat) (1671–1746), britischer Diplomat und Politiker
- Robert Sutton (Mediziner) (1707–1788), englischer Arzt und Erfinder der Sutton-Methode (Variolation)
- Robert Sutton (Segler) (1911–1977), US-amerikanischer Segler
- Robert I. Sutton (* 1954), US-amerikanischer Wirtschaftswissenschaftler
- Ron Sutton junior (1963–2018), US-amerikanischer Jazzmusiker
- Sam Sutton (* 2001), neuseeländischer Fußballspieler
- Sarah Sutton (* 1961), britische Schauspielerin
- Shane Sutton (* 1957), australischer Radrennfahrer und britischer Radsporttrainer
- Stephen Sutton († 2014), britischer Blogger und Wohltätigkeitsaktivist
- Steve Sutton (* 1961), englischer Fußballspieler
- Thomas Sutton (1532–1611), englischer Kaufmann und Staatsbeamter
- Thomas von Sutton († nach 1315), englischer Dominikaner und Theologe
- Tierney Sutton (* 1963), US-amerikanische Jazzsängerin
- Tom Sutton (1937–2002), US-amerikanischer Comicbuchkünstler
- Tony Sutton (1921–2019), englischer Cricketspieler
- Valerie Sutton (* 1951), amerikanische Entwicklerin von Bewegungsnotationen und Tänzerin
- Victor Sutton (1935–1999), britischer Radrennfahrer
- Walter Sutton (1877–1916), US-amerikanischer Biologe und Genetiker
- Willie Sutton (1901–1980), US-amerikanischer Serienbankräuber